# Jacint de Macià i Pujol
Jacint de Macià i Pujol   (Vic, 1839 - Vilafant, 8 de gener de 1895) fou un advocat i periodista català.

## Biografia
Era llicenciat en Dret administratiu. Després de la Revolució de Setembre dirigí a Vic el setmanari La Patria (1869-1871), subtitulat Periódico católico, apostólico, romano i Monarquía tradicional. Unidad católica. Libertades populares, en el qual va col·laborar el sacerdot Jaume Collell i Bancells.
Fou secretari de la Junta provincial carlista de Barcelona —establerta a Vic— que presidia el seu germà, Josep de Macià i Pujol, qui havia estat alcalde de Vic poc abans de la revolució que destronà Isabel II.

### Tercera Guerra Carlina
Després de l'esclat de la Tercera Guerra Carlina, va fugir d'Espanya i es va refugiar a Ceret, població propera a la frontera, on es va reunir amb altres famílies favorables al pretendent Carles VII que havien fugit per por de ser perseguides, i van recollir fons per als carlins en armes i per als ferits.
Jacint de Macià formaria part de la Diputació de Catalunya restaurada pels carlins. Segons narraria ell mateix anys després en la seva obra Don Carlos y los fueros de Cataluña (1890), amb altres carlins catalans va estimar oportú constituir una Junta representativa del Principat, amb la finalitat de procurar la ràpida vigència dels furs. Amb aquesta intenció van marxar a la caserna general de l'Infant Don Alfons, germà de Don Carles, amb Lluís Maria de Llauder, però Don Alfons els va dir que no tenia facultats per a decidir. El fracàs de la gestió els va disgustar i a Olot es van reunir elements de les quatre províncies catalanes i van acordar (excepte Llauder, que ja no va intervenir més en l'assumpte) anar a veure Don Carles, a qui lliurarien una exposició en sol·licitud de permís per a aplicar els furs en la part que no destorbés l'acció militar, creant-se a aquest efecte la Diputació foral catalana.
Al març de 1874, aprofitant la presència a Olot del gruix de les forces carlines, es va fer pública proclamació dels furs per un sacerdot i un militar, sense donar-li suport però cap poder. En una altra reunió celebrada a Vic, els comissionats van decidir insistir en les seves pretensions i Macià va redactar l'escrit per a Don Carles, i juntament amb un altre va marxar a la caserna reial amb la intenció de lliurar-li el document. Van tenir un desengany per la indiferència amb què se'ls va acollir, ja que en la cort dominava el corrent centralista. Don Carles va signar el 26 de juliol un decret creant la Diputació catalana amb caràcter provisional, la qual posaria els fonaments de la definitiva, basada en els principis i en les llibertats tantes vegades proclamades.

### Militància integrista
Després de la guerra va viure a Figueres, on fou membre del Col·legi d'Advocats de la ciutat. Formava part de la Junta directiva del Centre de Catòlics de Figueres i va dirigir El Semanario de Figueras. Poc abans de l'escissió integrista de 1888, amb altres directors catalans de premsa carlina com Francesc de Paula Oller, Marià de Rocafiguera i Josep de Palau i d'Huguet, va enviar una súplica al pretendent perquè restablís la unitat dels carlins reafirmant la unitat catòlica d'Espanya «amb totes les seves conseqüències d'efectiva coerció», tal com havia estat aplicada pel seu avantpassat Felip II.
Finalment el 1888 va signar el Manifest de Burgos, s'adherí al Partit Integrista liderat per Ramón Nocedal i fou director del Diario de Cataluña, portaveu de l'integrisme català. Com a tal, va ser inicialment un dels homes més importants del partit a Catalunya, amb l'advocat Lluís de Cuenca i el sacerdot Fèlix Sardà i Salvany. L'any 1890 fou substituït en la direcció del diari per Joaquim Coll i Astrell, qui havia deixat temporalment el càrrec per una malaltia. Per diferències de criteri, pocs anys abans de morir Jacint de Macià es va apartar de la disciplina del partit i del Diario Catalán, successor del Diario de Cataluña.
Estava casat amb Maria de la Mercè Llavanera i de Ros, amb qui va tindre sis fills. Va morir el 8 de gener de 1895 a la casa pairal Puig-Massanet de Vilafant. Els seus fills Marià, Josep Maria i Lluís Maria de Macià i Llavanera van dirigir el diari catalanista i catòlic La Veu de l'Empordà al començament del segle xx.

## Obres
- Don Carlos y los fueros de Cataluña (Figueres, 1890)